# カシュヤパ

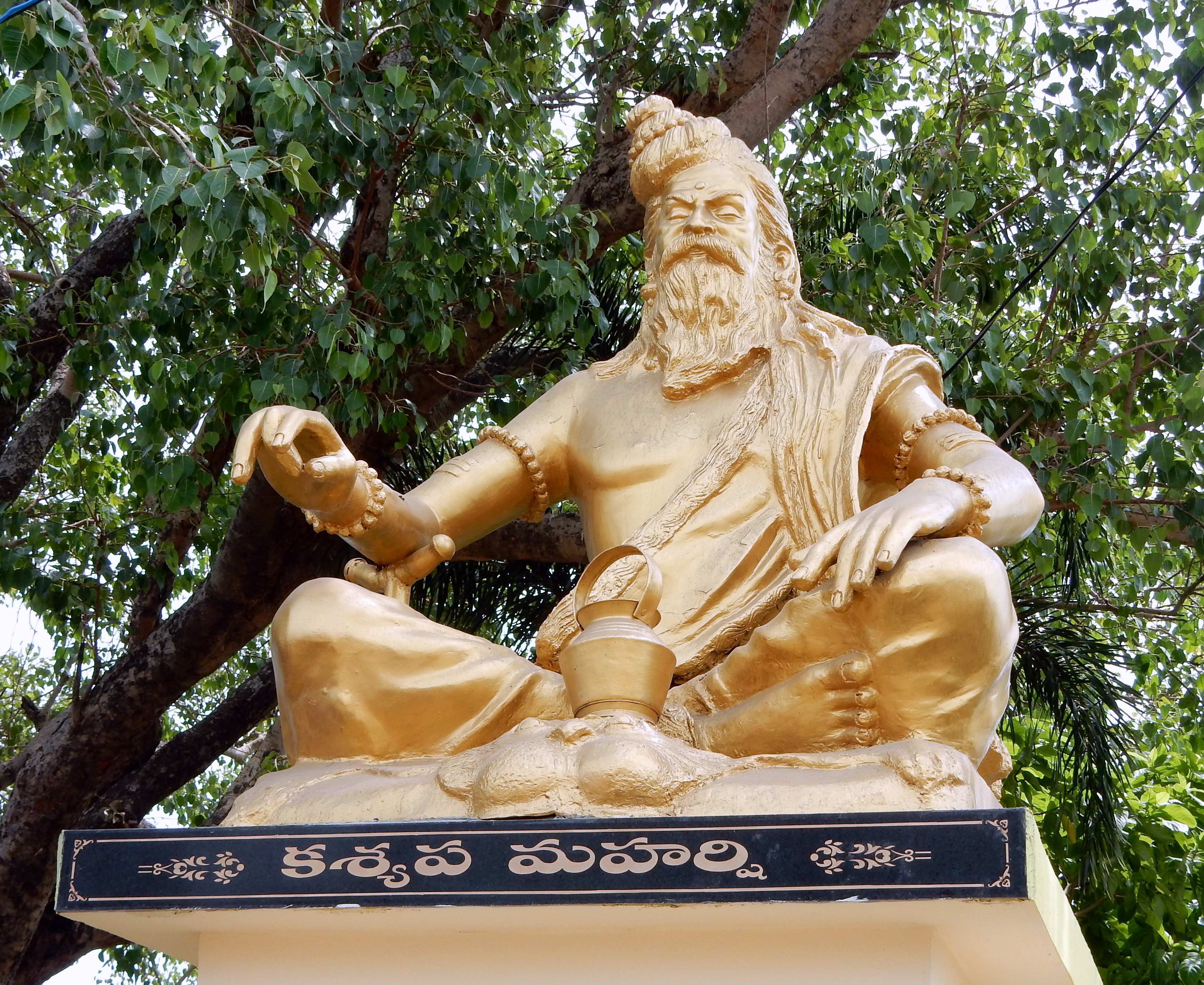
アンドラプラデシュ州でカシュヤパ像

カシュヤパ（サンスクリット कश्यप kaśyapa）は、古代インド神話のリシである。アトリ（Atri）、ヴァシシュタ（Vashistha）、ヴィシュヴァーミトラ、ジャマダグニ（Jamadagni）、バラドヴァージャ（Bharadwaja）、ガウタマ（Gautama）の6人とともに現在のマンヴァンタラ（Manvantara、マヌに始まる暦）におけるサプタルシ(Saptarishi)のひとりに数えられる。
また、彼は『カーシュヤパ・サンヒター（Kāśyapa-saṃhitā）』（あるいは『ジーヴァキーヤ・タントラ（Vṛddha-Jīvakīya-Tantra）』）の著者でもある。この書は特に小児科学、婦人科学、産科学の分野を扱うアーユルヴェーダの参考図書である。
カシュヤパとされる人物が複数存在した、或いはそもそも「カシュヤパ」は個を特定するものではなくある種の役職であったのではないかと考える向きもある。

## カシュヤパの配偶者
プラジャーパティの一柱ダクシャは、アディティ（Aditi）、ディティ、カドゥルー、ダヌ、アリシュター（Ariṣṭā）、 スラサー（Surasā）、スラビー、ヴィナター、イラー（Ilā）、ヴィシュヴァー（Viśvā）、ムニー（Munī）に代表される彼の23人の娘をカシュヤパに嫁がせた。

## カシュヤパの子
カシュヤパはデーヴァ、アスラ、ナーガを子に持ち、そして全ての人間の父となっている。彼は妻の一人にアディティを迎えアグニの父となり、アーディティヤ神群を残した。さらにヴィシュヌは5番目のアヴァターラとしてヴァーマナの姿を借りている。ヴァーマナは7番目のマンヴァンタラにおいてアディティの息子である。また、2人目の妻であるディティとの間にはダイティヤ（アスラの一族）を残した。ディティとアディティはともにプラジャーパティのダクシャの娘でありサティー、すなわちシヴァの最初の妻と姉妹である。カシュヤパは、パラシュラーマがカールタヴィーリヤ・アルジュナ（Kartavirya Arjuna）との戦いで勝ち取った地上を貰い受けた。以降、地上はカシャパイ（Kashapai）として知られるようになった。
- アディティとの子と子孫、いわゆるアーディティヤ神群の系譜は以下である。カシュヤパの息子たちより、アンサ（Ansa）、アリヤマン、バガ、ダートリ（Dhatri）、ミトラ、プーシャン、娘としてブーミ（Bhūmi）、シャクラ（インドラ）、サヴィトリ、トゥヴァスタ（Tvastar）、ヴァルナ、ヴィシュヌ、そしてスーリヤ朝（Suryavansha）を開いたスーリヤがいる。スーリヤ朝はスーリヤの偉大な孫イクシュヴァーク（Ikshvaku）の代にはイクシュヴァーク朝として知られるようになる。王朝の以降の王はククシ（Kukshi）、ヴィククシ（Vikukshi）バナ（Bana）アナラーニャ（Anaranya）、プリトゥ（Prithu）、トリシャンク（Trishanku）、そして、ラグゥ朝（Raghuvansh）の名祖として知られるラグゥ（Raghu）へと続く。さらに時代を下るとダシュラース（Dashrath）の子、ラーマへとつながる[6]。
- ディティとの子と子孫、いわゆるダイティヤは以下である。ヒラニヤカシプ、ヒラニヤークシャ、娘としてシンヒカー、彼女は後にヴィプラチッティの妻となる。そして先述したヒラニヤカシプの4人の息子、アヌフラーダ（Anuhlada）、フラーダ（Hlada）、プラフラーダ、そしてダイティヤの系譜を伸ばすことになるサンラーダ（Sanhlada）へつながる[3]。
- ガルダとアルナ（Aruna）はカシュヤパとヴィナターとの間の子である[7]。
- ナーガはカドゥルーとの間の子等、あるいは子孫である。
- ダーナヴァはダヌとの間の子等、あるいは子孫である。
- 『バーガヴァタ・プラーナ』によれば、アプサラスはカシュヤパとムニ（Muni）の子である。
- 『ウッタル・ラーマーヤナ』によれば、ディティにはダイティヤの王となるマヤという息子がいたとされている[8]。

カシュヤパの息子、アヴァトサーラ（Avatsara）とアーシタ（Asita）、そしてアヴァトサーラの2人の息子ニドフルヴァ（Nidhruva）とレバ（Rebha）もカシュヤパと同様にマントラを預言している。スヴァロチシャ（Svarochisha）と呼ばれるマンヴァンタラでカシュヤパは7賢人（saptarishi）の一人であった。
インド北西部の山岳地帯、カシミールはカシュヤパの名に因んでいる。